# Lista de herdeiros do trono britânico
Esta é uma lista de indivíduos que foram, em dado período de tempo, considerados os herdeiros do trono do Reino da Grã-Bretanha (1707–1800), do Reino Unido da Grã-Bretanha e Irlanda (1801–1922) e do Reino Unido da Grã-Bretanha e Irlanda do Norte (1922–presente), em caso de abdicação ou morte do monarca incumbente. Os herdeiros (presuntivos ou aparentes) que, de fato, sucederam ao monarca britânico são representados em negrito. 
A lista inclui nobres a partir de 1707, ano da emissão dos Atos de União que unificaram os reinos de Inglaterra e de Escócia (anteriormente tronos distintos, com legislaturas separadas e mesmo monarca) no Reino da Grã-Bretanha. Ana tornou-se Rainha de Inglaterra, Escócia e Irlanda em 8 de março de 1702 e Rainha da Grã-Bretanha e Irlanda em 1707. O Decreto de Estabelecimento de 1701 elevou Sofia de Hanôver como sucessora ao trono inglês e, posteriormente, ao trono escocês através do Tratado de União. 
Desde o estabelecimento da Coroa britânica, somente quatro herdeiros não ascenderam ao trono por questão de morte: Sofia de Hanôver, Frederico, Príncipe de Gales (filho de Jorge II), Frederico, Duque de Iorque e Albany (irmão de Jorge IV) e Alberto Vítor, Duque de Clarence (filho do futuro Eduardo VII). Dois herdeiros estiveram na condição de presuntivos até o nascimento de um filho do monarca soberano: Eduardo, Duque de Iorque e Albany (irmão de Jorge III) e Ernesto, Duque de Cumberland (tio de Vitória). De todos os herdeiros britânicos, somente uma filha mais velha foi ultrapassada na ordem sucessão por um irmão mais novo: Vitória, Princesa Real (filha de Vitória e irmã de Eduardo VII).

## Herdeiros ao trono britânico
| Herdeiro                                   | Status              | Relacionamento com Monarca               | Tornou-se herdeiro     | Tornou-se herdeiro                 | Deixou de ser herdeiro | Deixou de ser herdeiro              | Próximo sucessão Relação com herdeiro                               | Monarca      |
| Herdeiro                                   | Status              | Relacionamento com Monarca               | Data                   | Razão                              | Data                   | Razão                               | Próximo sucessão Relação com herdeiro                               | Monarca      |
| ------------------------------------------ | ------------------- | ---------------------------------------- | ---------------------- | ---------------------------------- | ---------------------- | ----------------------------------- | ------------------------------------------------------------------- | ------------ |
| Sofia de Hanôver                           | herdeiro presuntivo | Primo de primeiro grau, uma vez removido | 1 de maio de 1707      | Formação do Reino da Grã-Bretanha  | 8 de Junho de 1714     | Morreu                              | George Louis, Eleitor de Hanôver Filho                              | Ana          |
| George Louis, Eleitor de Hanôver           | herdeiro presuntivo | Segundo Primo                            | 8 de Junho de 1714     | Mãe morreu                         | 1 de agosto de 1714    | Tornou-se rei                       | George Augusto, Eleitor de Hanôver Filho                            | Ana          |
| Jorge, Príncipe de Gales                   | herdeiro aparente   | Filho mais velho                         | 1 de agosto de 1714    | Pai tornou-se Rei                  | 11 de junho de 1727    | Tornou-se rei                       | Frederico, Príncipe de Gales Filho                                  | Jorge I      |
| Frederico, Príncipe de Gales               | herdeiro aparente   | Filho mais velho                         | 11 de Junho de 1727    | pai tornou-se rei                  | 31 de março de 1751    | Morreu                              | Guilherme, Duque de Cumberland 1727–1737 irmão mais novo            | Jorge II     |
| Frederico, Príncipe de Gales               | herdeiro aparente   | Filho mais velho                         | 11 de Junho de 1727    | pai tornou-se rei                  | 31 de março de 1751    | Morreu                              | Princesa Augusta 1737–1738 Filha                                    | Jorge II     |
| Frederico, Príncipe de Gales               | herdeiro aparente   | Filho mais velho                         | 11 de Junho de 1727    | pai tornou-se rei                  | 31 de março de 1751    | Morreu                              | Principe Jorge 1738–1751 Filho                                      | Jorge II     |
| Jorge, Príncipe de Gales                   | Herdeiro aparente   | Neto                                     | 31 de março de 1751    | Pai morreu                         | 25 de outubro de 1760  | Tornou-se rei                       | Eduardo, Duque de Iorque e Albany Irmão mais novo                   | Jorge II     |
| Eduardo, Duque de Iorque e Albany          | herdeiro presuntivo | Irmão mais novo                          | 25 de outubro de 1760  | Irmão tornou-se rei sem filhos     | 12 de agosto de 1762   | Suplantado: filho nascido do rei    | Príncipe Guilherme Henrique irmão mais novo                         | Jorge III    |
| Jorge, Príncipe de Gales                   | Herdeiro aparente   | Filho mais velho                         | 12 de agosto de 1762   | Nascer                             | 29 de janeiro de 1820  | Tornou-se rei                       | Eduardo, Duque de Iorque e Albany 1762–1763 Tio                     | Jorge III    |
| Jorge, Príncipe de Gales                   | Herdeiro aparente   | Filho mais velho                         | 12 de agosto de 1762   | Nascer                             | 29 de janeiro de 1820  | Tornou-se rei                       | Frederico, Duque de Iorque e Albany 1763–1796 Irmão mais novo       | Jorge III    |
| Jorge, Príncipe de Gales                   | Herdeiro aparente   | Filho mais velho                         | 12 de agosto de 1762   | Nascer                             | 29 de janeiro de 1820  | Tornou-se rei                       | Princesa Carlota de Gales 1796–1817 Filha                           | Jorge III    |
| Jorge, Príncipe de Gales                   | Herdeiro aparente   | Filho mais velho                         | 12 de agosto de 1762   | Nascer                             | 29 de janeiro de 1820  | Tornou-se rei                       | Frederico, Duque de Iorque e Albany 1817–1820 Irmão mais novo       | Jorge III    |
| Frederico, Duque de Iorque e Albany        | herdeiro presuntivo | Irmão mais novo                          | 29 de janeiro de 1820  | Irmão tornou-se rei sem filhos     | 5 de janeiro de 1827   | Morreu                              | Princesa Guilherme, Duque de Clarence e St. Andrews irmão mais novo | Jorge IV     |
| Guilherme, Duque de Clarence e St. Andrews | herdeiro presuntivo | Irmão mais novo                          | 5 de janeiro de 1827   | Irmão mais velho morreu sem filhos | 26 de junho de 1830    | Torneu-se                           | Princesa Alexandrina Victoria de Kent Sobrinha                      | Jorge IV     |
| Princesa Alexandrina Victoria de Kent      | herdeiro presuntivo | Tio                                      | 26 de junho de 1830    | Tio tornou-se rei                  | 20 de junho de 1837    | Tornou-se rainha                    | Principe Ernest Augustus, Duque de Cumberland Tio                   | Guilherme IV |
| Ernesto Augusto I de Hanôver               | herdeiro presuntivo | Tio                                      | 20 de junho de 1837    | sobrinha virou rainha              | 21 de Novembro de 1840 | Suplantada: Filha nascida da rainha | Jorge, príncipe herdeiro de Hanover Filho                           | Vitória      |
| Princesa Vitória                           | herdeiro presuntivo | Filha mais velha                         | 21 de Novembro de 1840 | Nasceu                             | 9 de Novembro de 1841  | Suplantado: Nasce irmão             | Ernesto Augusto I de Hanôver Tio-avô                                | Vitória      |
| Albert Edward, Príncipe de Gales           | Herdeiro aparente   | Filho mais velho                         | 9 de novembro de 1841  | Nasceu                             | 22 de janeiro de 1901  | Torneu-se Rei                       | Princesa Vitória 1841–1844 Irmã mais velha                          | Vitória      |
| Albert Edward, Príncipe de Gales           | Herdeiro aparente   | Filho mais velho                         | 9 de novembro de 1841  | Nasceu                             | 22 de janeiro de 1901  | Torneu-se Rei                       | Principe Alfredo 1844–1864 irmão mais novo                          | Vitória      |
| Albert Edward, Príncipe de Gales           | Herdeiro aparente   | Filho mais velho                         | 9 de novembro de 1841  | Nasceu                             | 22 de janeiro de 1901  | Torneu-se Rei                       | Alberto Vítor, Duque de Clarence e Avondale 1864–1892 Filho         | Vitória      |
| Albert Edward, Príncipe de Gales           | Herdeiro aparente   | Filho mais velho                         | 9 de novembro de 1841  | Nasceu                             | 22 de janeiro de 1901  | Torneu-se Rei                       | Principe Jorge, Duque de York 1892–1901 Filho                       | Vitória      |
| George, Príncipe de Gales                  | Herdeiro aparente   | Segundo filho                            | 22 de janeiro de 1901  | pai tornou-se rei                  | 6 de maio de 1910      | Tornou-se Rei                       | Príncipe Eduardo de Gales Filho                                     | Eduardo VII  |
| Eduardo, Príncipe de Gales                 | Herdeiro aparente   | Filho mais velho                         | 6 de Maio de 1910      | pai tornou-se rei                  | 20 de janeiro de 1936  | Tornou-se Rei                       | Principe Albert, Duque de York irmão mais novo                      | Jorge V      |
| Principe Albert, Duque de York             | herdeiro presuntivo | Irmão mais novo                          | 20 de janeiro de 1936  | Irmão tornou-se rei sem filhos     | 11 de dezembro de 1936 | Tornou-se rei                       | Princesa Isabel de York Filha                                       | Eduardo VIII |
| Princesa Isabel, Duquesa de Edimburgo      | herdeiro presuntivo | filha mais velha                         | 11 de dezembro de 1936 | Pai tornou-se Rei                  | 6 de Fevereiro de 1952 | Tornou-se Rainha                    | Princesa Margaret 1936–1948 Irmã mais nova                          | George VI    |
| Princesa Isabel, Duquesa de Edimburgo      | herdeiro presuntivo | filha mais velha                         | 11 de dezembro de 1936 | Pai tornou-se Rei                  | 6 de Fevereiro de 1952 | Tornou-se Rainha                    | Principe Carlos de Edimburgo 1948–1952 Filho                        | George VI    |
| Carlos, Príncipe de Gales                  | Herdeiro aparente   | Filho mais velho                         | 6 de Fevereiro de 1952 | Mãe tornou-se Rainha               | 8 de Setembro de 2022  | Tornou-se Rei                       | Princesa Ana 1952–1960 Irmã mais nova                               | Elizabeth II |
| Carlos, Príncipe de Gales                  | Herdeiro aparente   | Filho mais velho                         | 6 de Fevereiro de 1952 | Mãe tornou-se Rainha               | 8 de Setembro de 2022  | Tornou-se Rei                       | Principe Andrew 1960–1982 Irmão mais novo                           | Elizabeth II |
| Carlos, Príncipe de Gales                  | Herdeiro aparente   | Filho mais velho                         | 6 de Fevereiro de 1952 | Mãe tornou-se Rainha               | 8 de Setembro de 2022  | Tornou-se Rei                       | Guilherme, Duque de Cambridge 1982–2022 Filho                       | Elizabeth II |
| Guilherme, Príncipe de Gales               | Herdeiro aparente   | Filho mais velho                         | 8 de setembro de 2022  | Pai tornou-se Rei                  | Incumbente             | Incumbente                          | Príncipe Jorge de Gales Filho                                       | Carlos III   |

## Sucessão histórica
- Rei de Inglaterra, Escócia e Irlanda
  -  Ana
    -  Sofia de Hanôver
    -  Jorge I (r. 1698-1727)
      -  Jorge II (r. 1727-1760)
        -  Frederico, Príncipe de Gales
        -  Jorge III (r. 1760-1820)
          -  Eduardo, Duque de Iorque
          -  Jorge IV (r. 1820-1830)
            -  Frederico, Duque de Iorque
            -  Guilherme IV (r. 1830-1837)
              -  Vitória (r. 1837-1901)
                -  Ernesto Augusto de Hanôver
                -  Vitória, Princesa Real
                -  Eduardo VII (r. 1901-1910)
                  -  Jorge V (r. 1910-1936)
                    -  Eduardo VIII (r. 1936)
                    -  Jorge VI (r. 1936-1952)
                      -  Isabel II (r. 1952-2022)
                        -  Carlos III (r. 2022-)